# Janus (teknős)
Janus egy kettős torzok mór teknős (Testudo graeca), 1997. szeptember 3-án keltetőgépben bújt elő egy tojásból a Genfi Természettudományi Múzeumban, aminek az ott élő Janus a kabalaállata lett. Élethosszát tekintve jelenleg[mikor?] csúcstartó a kétfejű teknősök között.

## Története
Nevét Ianusról, a római mitológiában kétfejűként ábrázolt istenről kapta. Fejlődési rendellenessége következtében mindkét fejének független az agya; gondozói szerint a jobb oldali feje dominánsabb, a bal oldali flegmatikusabb alkat. A vadonélő mór teknősök a páncéljukba húzzák a fejüket és a lábaikat, hogy megvédjék magukat a ragadozóktól, de Janusnak – és a hozzá hasonló rendellenességgel élő teknősöknek – erre nincs lehetőségük, mert a két fej együtt nem fér el a páncélban. Mivel a teknősnek mindkét feje jól funkcionál két, önálló akarattal rendelkezik – ami sokszor ellentmond egymásnak -, ezért mozgása sem összehangolt, illetve előfordul, hogy a két fej egymástól próbálja elvenni az élelmet – ez mindig sok látogatót vonz. A fenti okok miatt Janus természetes élőhelyén már nagy valószínűséggel elpusztult volna, fogságban azonban a múzeum kabalájaként és a látogatók kedvenceként elkényeztetik a teknőst: gondozói UV-fény alatt tartják, rendszeresen sétáltatják, masszírozzák és naponta megfürdetik, hogy a páncélja kemény, erős és az állat egészséges maradjon.

## Fordítás
Ez a szócikk részben vagy egészben  a   Janus (tortue) című francia Wikipédia-szócikk ezen változatának fordításán alapul.  Az eredeti cikk szerkesztőit annak laptörténete sorolja fel. Ez a jelzés csupán a megfogalmazás eredetét és a szerzői jogokat jelzi, nem szolgál a cikkben szereplő információk forrásmegjelöléseként.